# Белич Євгеній Станіславович
Євгеній Станіславович Белич (нар. 9 січня 2001, Чернігів, Україна) — український футболіст, центральний півзахисник польського клубу «Гутник» (Краків).

## Клубна кар'єра
Народився 9 січня 2001 року в Чернігові. Футболом розпочав займатися в сім років. Спочатку під керівництвом тренера грав за дворову команду. Згодом батько привів його на стадіон імені Гагаріна, після чого Євген займався в дитячо-юнацькій школі чернігівської «Десни». Брав участь в змаганнях, які проводилися в Іспанії, Болгарії, Білорусії та Естонії. Поїздки на ці турніри оплачували його батьки. У травні 2018 року спортивна школа «Десни» з його участю вийшла до вищої ліги ДЮФЛ України.
Влітку 2018 року повідомлялося про інтерес до Бєлича з боку німецького «Кельна». 24 червня 2018 року підписав перший професіональний контракт з «Десною». Головний тренер Олександр Рябоконь взяв його на навчально-тренувальний збір основної команди, яка готувалася до старту в Прем'єр-лізі. Дебютував у складі «Десни» 3 липня 2018 року в віці 17 років, замінивши Віталія Єрмакова на 72-й хвилині товариського матчу з «Оболонь-Бровар» (1:1).
У першій частині сезону 2018/19 років виступав переважно за команду U-19, де виходив на поле з капітанською пов'язкою. Всього за сезон в рамках першості U-19 зіграв 16 матчів, відзначившись 2 голами в ворота київського «Динамо». Залучався також до матчів молодіжного складу в чемпіонаті U-21, в якому провів 12 матчів та відзначився 1 голом.
У січні 2019 року рушив разом з основною командою на збори до турецького Сіде. 25 травня 2019 року в 18-річному віці вперше зіграв у Прем'єр-лізі, вийшовши на заміну в матчі проти київського «Арсеналу» (1:0). Євген став першим гравцем, народженим в XXI столітті, який вийшов на поле в складі «Десни». 7-й номер, під яким він виступав раніше, виявився зайнятий, тому він вибрав 16-й виходячи з того, що 1 + 6 = 7. Після завершення сезону 2018/19 років уклав новий контракт з чернігівським клубом. За підсумками першої частини сезону 2020/21 увійшов до символічної збірної молодіжного чемпіонату України за індексом компанії Wyscout.

## Кар'єра в збірній
15 вересня 2016 року викликаний головним тренером юнацької збірної України U-16 Олегом Кузнєцовим для участі в двох товариських матчах зі збірною Бельгії. У першій зустрічі, яку його команда виграла з рахунком 1:0, Белич вийшов на заміну на 77-й хвилині, а в другій грі, яка завершилася поразкою збірної України (0:3), провів на полі 90 хвилин. У листопаді 2016 року в складі юнацької збірної проходив збори в Італії.
У січні 2017 року одержав виклик на тренувальний збір до Туреччини для участі в Кубку Егейського моря. У першому матчі на турнірі, в якому збірна України з рахунком 0: 1 програла Греції, вийшов на поле на 41-й хвилині. У матчі проти Чорногорії, в якому його команда здобула перемогу з рахунком 4:1, вийшов на заміну на 71-й хвилині. За підсумками змагань збірна України стала третьою, обігравши в матчі за 3-є місце Словаччину.